# Mikel Odriozola

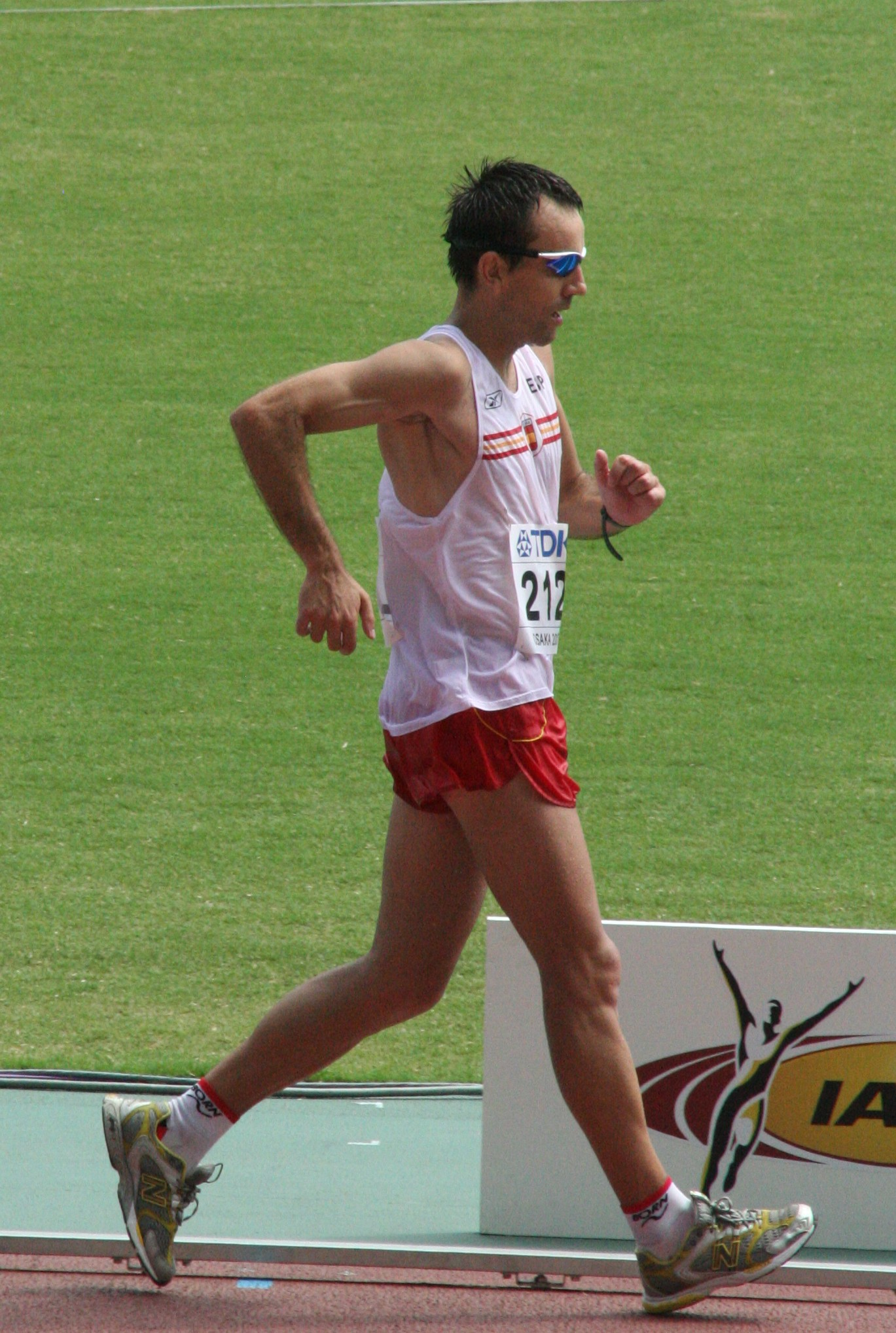
Odriozola 2007 bei der Weltmeisterschaft in Osaka

Mikel Odriozola Domínguez (* 25. Mai 1973 in Donostia-San Sebastián) ist ein spanischer Leichtathlet, der vor allem im 50-km-Gehen erfolgreich war.
Odriozola gewann 2001, 2002, 2003, 2005 und 2006 den spanischen Meistertitel auf der langen Gehdistanz. International trat er nur 1999 bei den Weltmeisterschaften in seinem Heimatland im 20-km-Gehen an, als er Platz 18 belegte.
Seine erste vordere Platzierung bei einer großen Meisterschaft auf der langen Strecke war Odriozola bereits bei den Europameisterschaften 1998 gelungen, als er in Budapest in neuer persönlicher Bestzeit von 3:47:24 Stunden den vierten Platz belegte. Bei den Olympischen Spielen 2000 erreichte Odriozola erst als 18. das Ziel. Bei den Weltmeisterschaften 2001 und 2003 konnte er sich mit Rang 15 und Rang 14 ebenfalls nicht im Spitzenfeld platzieren. Erst bei den Europameisterschaften 2006 gelang ihm mit Platz 5 wieder eine vordere Platzierung. 2007 erreichte er mit Platz 6 bei den Weltmeisterschaften in Osaka erneut einen Spitzenplatz.
Odriozolas Bestzeit von 3:41:47 Stunden erreichte er 2005 in El Prat de Llobregat beim Gewinn des spanischen Meistertitels. Seine 20-km-Bestzeit steht seit dem Jahr 2000 bei 1:22:29 Stunden. Odriozola ist 1,80 m groß, sein Wettkampfgewicht beträgt 62 kg.